# Medalla de Oro de la Arquitectura
La Medalla de Oro de la Arquitectura es el más preciado galardón de cuantos concede el Consejo Superior de los Colegios de Arquitectos de España (CSCAE). Reconoce los méritos de instituciones y personas que se distingan por su labor en favor de la arquitectura y de la profesión de arquitecto. Se otorga, en vida, a personas o Instituciones que hayan destacado especialmente en:
- La promoción de la Arquitectura como bien cultural de los pueblos e integrada en las Bellas Artes.
- El desarrollo de la Arquitectura en el logro del bienestar socioeconómico.
- La divulgación de hecho arquitectónico y de la labor de los Arquitectos.
- La defensa y mejora de la imagen del Arquitecto.
- El ejercicio muy relevante de la profesión de Arquitecto.

La Medalla de Oro de la Arquitectura es el más preciado galardón de cuantos concede el Consejo Superior. La primera fue otorgada a S.M. el Rey Don Juan Carlos I. La han recibido asimismo el Aga Khan, y los arquitectos galardonados. Se entrega durante el mes de noviembre.
En 2016, un grupo de arquitectas entre las que se encuentran Inés Sánchez de Madariaga, codirectora del proyecto Gendered Innovations, de la Comisión Europea y la Universidad de Stanford y expresidenta del Comité de Expertos de la Comisión Europea, la curadora Ariadna Cantís, Martha Thorne, directora del Premio Pritzker; y las diseñadoras Izaskun Chinchilla (Izaskun Chinchilla Architects), Blanca Lleó y Carmen Espegel (espegel-fisac), elevaron una petición al Presidente del Consejo Superior de los Colegios de Arquitectos de España reclamando una representación equilibrada de hombres y mujeres entre sus jurados y premiados, dado que en 35 años de otorgamiento del Premio no ha sido reconocida ninguna arquitecta.

## Ganadores
- 1981 Félix Candela.
- 1981 Josep Lluís Sert.
- 1988 Alejandro de la Sota Martínez.
- 1988 Álvaro Siza.
- 1989 Francisco Javier Sáenz de Oiza.
- 1990 Francisco Cabrero.
- 1990 Oriol Bohigas.
- 1991 Julio Cano Lasso.
- 1992 José Antonio Corrales.
- 1992 Ramón Vázquez Molezún.
- 1994 Miguel Fisac.
- 1996 Joaquín Vaquero Palacios.
- 1998 Fernando Chueca Goitia.
- 2000 Rafael de La-Hoz Arderius.
- 2002 Antonio Fernández Alba.
- 2004 Luis Peña Ganchegui.
- 2006 Rafael Moneo.
- 2008 Juan Navarro Baldeweg.
- 2010 Manuel Gallego Jorreto[3]
- 2012 Javier Carvajal Ferrer[4]
- 2014 Antonio Cruz Villalón y Antonio Ortiz.
- 2016 Víctor López Cotelo y Guillermo Vázquez Consuegra.[5][6]
- 2019 Alberto Campo Baeza.[7]
- 2021 Carme Pinòs.
- 2021 Carlos Puente.
- 2022 Lluís Comeron Graupera (a título póstumo).
- 2023 César Portela.[8]